# Países Bajos en la Copa Mundial de Fútbol de 1974
La selección de fútbol de los Países Bajos fue una de los 16 equipos participantes en la Copa Mundial de Fútbol de 1974 que se celebró en por la entonces, Alemania Occidental. Obtuvieron la clasificación al ganar el grupo 3 en la Clasificación de la UEFA.
Era la tercera participación mundialista para los neerlandeses, 36 años desde la última y por lo tanto no eran favoritos para avanzar a la segunda fase, ni mucho menos para alzar el nuevo trofeo de la Copa Mundial de Fútbol. Sin embargo, la historia fue diferente: liderados por Johan Cruyff y con Rob Rensenbrink, Johan Neeskens, Ruud Krol, Johnny Rep y otros; nació «La naranja mecánica», la leyenda del fútbol que cambió la visión del juego para siempre.
Los neerlandeses ganaron su grupo con un empate y dos victorias, eliminando en esta primera fase a la candidata Uruguay. En segunda fase integraron el grupo de la muerte: resultaron vencedores de la zona con su valla invicta y obtuvieron su pase a la final, destacan aquí las victorias 4-0 frente a Argentina y el 2-0 ante el vigente campeón; Brasil. Finalmente no pudieron consagrarse campeones del Mundo al ser vencidos 2-1 por el local Alemania Federal.

## Clasificación

### Grupo 3
| Equipo       | Pts | PJ | PG | PE | PP | GF | GC | Dif |
| ------------ | --- | -- | -- | -- | -- | -- | -- | --- |
| Países Bajos | 10  | 6  | 4  | 2  | 0  | 24 | 2  | 22  |
| Bélgica      | 10  | 6  | 4  | 2  | 0  | 12 | 0  | 12  |
| Noruega      | 4   | 6  | 2  | 0  | 4  | 9  | 16 | -7  |
| Islandia     | 0   | 6  | 0  | 0  | 6  | 2  | 29 | -27 |

### Partidos
| Fecha                    | Lugar       | Partido      | Partido                     | Partido | Partido                     | Partido      |
| ------------------------ | ----------- | ------------ | --------------------------- | ------- | --------------------------- | ------------ |
| 1 de noviembre de 1972   | Róterdam    | Países Bajos | Bandera de los Países Bajos | 9:0     | Bandera de Noruega          | Noruega      |
| 19 de noviembre de 1972  | Amberes     | Bélgica      | Bandera de Bélgica          | 0:0     | Bandera de los Países Bajos | Países Bajos |
| 22 de agosto de 1973     | Ámsterdam   | Países Bajos | Bandera de los Países Bajos | 5:0     | Bandera de Islandia         | Islandia     |
| 29 de agosto de 1973     | Deventer(*) | Islandia     | Bandera de Islandia         | 1:8     | Bandera de los Países Bajos | Países Bajos |
| 12 de septiembre de 1973 | Oslo        | Noruega      | Bandera de Noruega          | 1:2     | Bandera de los Países Bajos | Países Bajos |
| 18 de noviembre de 1973  | Ámsterdam   | Países Bajos | Bandera de los Países Bajos | 0:0     | Bandera de Bélgica          | Bélgica      |

## Jugadores[2]
| #  | Nombre               | Posición      | Edad | Club                  |
| -- | -------------------- | ------------- | ---- | --------------------- |
| 1  | Ruud Geels           | Delantero     | 26   | Club Brujas           |
| 2  | Arie Haan            | Mediocampista | 25   | Ajax de Ámsterdam     |
| 3  | Willem van Hanegem   | Mediocampista | 30   | Feyenoord Róterdam    |
| 4  | Kees van Ierssel     | Defensor      | 28   | Football Club Twente  |
| 5  | Rinus Israël         | Defensor      | 32   | Feyenoord Róterdam    |
| 6  | Wim Jansen           | Mediocampista | 27   | Feyenoord Róterdam    |
| 7  | Theo de Jong         | Mediocampista | 26   | Feyenoord Róterdam    |
| 8  | Jan Jongbloed        | Guardameta    | 33   | FC Amsterdam          |
| 9  | Piet Keizer          | Delantero     | 31   | Ajax de Ámsterdam     |
| 10 | René van de Kerkhof  | Delantero     | 22   | PSV Eindhoven         |
| 11 | Willy van de Kerkhof | Mediocampista | 22   | PSV Eindhoven         |
| 12 | Ruud Krol            | Defensor      | 25   | Ajax de Ámsterdam     |
| 13 | Johan Neeskens       | Mediocampista | 22   | Ajax de Ámsterdam     |
| 14 | Johan Cruyff         | Delantero     | 27   | Fútbol Club Barcelona |
| 15 | Rob Rensenbrink      | Delantero     | 27   | RSC Anderlecht        |
| 16 | Johnny Rep           | Delantero     | 22   | Ajax de Ámsterdam     |
| 17 | Wim Rijsbergen       | Defensor      | 22   | Feyenoord Róterdam    |
| 18 | Piet Schrijvers      | Guardameta    | 27   | Football Club Twente  |
| 19 | Pleun Strik          | Mediocampista | 30   | PSV Eindhoven         |
| 20 | Wim Suurbier         | Defensor      | 29   | Ajax de Ámsterdam     |
| 21 | Eddy Treijtel        | Guardameta    | 28   | Feyenoord Róterdam    |
| 22 | Harry Vos            | Defensor      | 27   | Feyenoord Róterdam    |
| DT | Rinus Michels        |               |      |                       |

## Participación

### Primera fase

#### Grupo 3
| Equipo       | Pts | PJ | PG | PE | PP | GF | GC | Dif |
| ------------ | --- | -- | -- | -- | -- | -- | -- | --- |
| Países Bajos | 5   | 3  | 2  | 1  | 0  | 6  | 1  | 5   |
| Suecia       | 4   | 3  | 1  | 2  | 0  | 3  | 0  | 3   |
| Bulgaria     | 2   | 3  | 0  | 2  | 1  | 2  | 5  | -3  |
| Uruguay      | 1   | 3  | 0  | 1  | 2  | 1  | 6  | -5  |

| 15 de junio de 1974, 16:00 | Uruguay | 0:2 (0:1) | Países Bajos | Niedersachsenstadion, Hannover                                       |                                                                      |
|                            |         | Reporte   | Rep 7', 86'  | Asistencia: 55.100 espectadores Árbitro(s): Karoly Palotai (Hungría) | Asistencia: 55.100 espectadores Árbitro(s): Karoly Palotai (Hungría) |

| 1  | PO | Ladislao Mazurkiewicz  |     |
| 2  | DF | Baudilio Jáuregui      |     |
| 3  | DF | Juan Masnik            |     |
| 4  | DF | Pablo Forlán           |     |
| 5  | DF | Julio Montero Castillo |     |
| 6  | DF | Ricardo Pavoni         |     |
| 7  | MC | Luis Cubilla           | 64' |
| 8  | MC | Víctor Espárrago       |     |
| 10 | MC | Pedro Rocha            |     |
| 18 | MC | Walter Mantegazza      |     |
| 9  | DE | Fernando Morena        |     |
| DT | DT | Roberto Porta          |     |

| 8  | PO | Jan Jongbloed      |
| 12 | DF | Ruud Krol          |
| 17 | DF | Wim Rijsbergen     |
| 20 | DF | Wim Suurbier       |
| 2  | MC | Arie Haan          |
| 3  | MC | Willem van Hanegem |
| 6  | MC | Wim Jansen         |
| 13 | MC | Johan Neeskens     |
| 14 | DE | Johan Cruyff       |
| 15 | DE | Rob Rensenbrink    |
| 16 | DE | Johnny Rep         |
| DT | DT | Rinus Michels      |

| 19 | MC | Denis Milar | 64' |

|  |

| Anotado | 7'  | Johnny Rep |
| Anotado | 86' | Johnny Rep |

| Amonestado | 25' | Walter Mantegazza |
| Amonestado | 50' | Pablo Forlán      |
| Amonestado | 65' | Juan Masnik       |

| Expulsado | 69' | Julio Montero Castillo |

| Árbitro             | Károly Palotai |
| Árbitros asistentes | Pavel Kazakov  |
| Árbitros asistentes | Nicolae Rainea |

| 1  | PO | Ladislao Mazurkiewicz  |     |
| 2  | DF | Baudilio Jáuregui      |     |
| 3  | DF | Juan Masnik            |     |
| 4  | DF | Pablo Forlán           |     |
| 5  | DF | Julio Montero Castillo |     |
| 6  | DF | Ricardo Pavoni         |     |
| 7  | MC | Luis Cubilla           | 64' |
| 8  | MC | Víctor Espárrago       |     |
| 10 | MC | Pedro Rocha            |     |
| 18 | MC | Walter Mantegazza      |     |
| 9  | DE | Fernando Morena        |     |
| DT | DT | Roberto Porta          |     |

| 8  | PO | Jan Jongbloed      |
| 12 | DF | Ruud Krol          |
| 17 | DF | Wim Rijsbergen     |
| 20 | DF | Wim Suurbier       |
| 2  | MC | Arie Haan          |
| 3  | MC | Willem van Hanegem |
| 6  | MC | Wim Jansen         |
| 13 | MC | Johan Neeskens     |
| 14 | DE | Johan Cruyff       |
| 15 | DE | Rob Rensenbrink    |
| 16 | DE | Johnny Rep         |
| DT | DT | Rinus Michels      |

| 19 | MC | Denis Milar | 64' |

|  |

| Anotado | 7'  | Johnny Rep |
| Anotado | 86' | Johnny Rep |

| Amonestado | 25' | Walter Mantegazza |
| Amonestado | 50' | Pablo Forlán      |
| Amonestado | 65' | Juan Masnik       |

| Expulsado | 69' | Julio Montero Castillo |

| Árbitro             | Károly Palotai |
| Árbitros asistentes | Pavel Kazakov  |
| Árbitros asistentes | Nicolae Rainea |

| 19 de junio de 1974, 19:30 | Países Bajos | 0:0     | Suecia | Westfalenstadion, Dortmund                                            |                                                                       |
|                            |              | Reporte |        | Asistencia: 53.700 espectadores Árbitro(s): Werner Winsemann (Canadá) | Asistencia: 53.700 espectadores Árbitro(s): Werner Winsemann (Canadá) |

| 8  | PO | Jan Jongbloed      |     |
| 12 | DF | Ruud Krol          |     |
| 17 | DF | Wim Rijsbergen     |     |
| 20 | DF | Wim Suurbier       |     |
| 2  | MC | Arie Haan          |     |
| 3  | MC | Willem van Hanegem | 73' |
| 6  | MC | Wim Jansen         |     |
| 13 | MC | Johan Neeskens     |     |
| 9  | DE | Piet Keizer        |     |
| 14 | DE | Johan Cruyff       |     |
| 16 | DE | Johnny Rep         |     |
| DT | DT | Rinus Michels      |     |

| 1  | PO | Ronnie Hellström |     |
| 2  | DF | Jan Olsson       | 75' |
| 3  | DF | Kent Karlsson    |     |
| 4  | DF | Björn Nordqvist  |     |
| 5  | DF | Björn Andersson  |     |
| 6  | MC | Ove Grahn        |     |
| 7  | MC | Bo Larsson       |     |
| 14 | MC | Staffan Tapper   | 61' |
| 16 | MC | Inge Ejderstedt  |     |
| 10 | DE | Ralf Edström     |     |
| 11 | DE | Roland Sandberg  |     |
| DT | DT | Georg Ericson    |     |

| 7 | MC | Theo de Jong | 73' |

| 21 | MC | Örjan Persson | 61' |
| 13 | DF | Roland Grip   | 75' |

| Amonestado | 72' | Johnny Rep |

| Amonestado | 36' | Björn Nordqvist |
| Amonestado | 74' | Björn Andersson |
| Amonestado | 86' | Ove Grahn       |

| Árbitro             | Werner Winsemann |
| Árbitros asistentes | Kurt Tschenscher |
| Árbitros asistentes | Clive Thomas     |

| 8  | PO | Jan Jongbloed      |     |
| 12 | DF | Ruud Krol          |     |
| 17 | DF | Wim Rijsbergen     |     |
| 20 | DF | Wim Suurbier       |     |
| 2  | MC | Arie Haan          |     |
| 3  | MC | Willem van Hanegem | 73' |
| 6  | MC | Wim Jansen         |     |
| 13 | MC | Johan Neeskens     |     |
| 9  | DE | Piet Keizer        |     |
| 14 | DE | Johan Cruyff       |     |
| 16 | DE | Johnny Rep         |     |
| DT | DT | Rinus Michels      |     |

| 1  | PO | Ronnie Hellström |     |
| 2  | DF | Jan Olsson       | 75' |
| 3  | DF | Kent Karlsson    |     |
| 4  | DF | Björn Nordqvist  |     |
| 5  | DF | Björn Andersson  |     |
| 6  | MC | Ove Grahn        |     |
| 7  | MC | Bo Larsson       |     |
| 14 | MC | Staffan Tapper   | 61' |
| 16 | MC | Inge Ejderstedt  |     |
| 10 | DE | Ralf Edström     |     |
| 11 | DE | Roland Sandberg  |     |
| DT | DT | Georg Ericson    |     |

| 7 | MC | Theo de Jong | 73' |

| 21 | MC | Örjan Persson | 61' |
| 13 | DF | Roland Grip   | 75' |

| Amonestado | 72' | Johnny Rep |

| Amonestado | 36' | Björn Nordqvist |
| Amonestado | 74' | Björn Andersson |
| Amonestado | 86' | Ove Grahn       |

| Árbitro             | Werner Winsemann |
| Árbitros asistentes | Kurt Tschenscher |
| Árbitros asistentes | Clive Thomas     |

| 23 de junio de 1974, 16:00 | Bulgaria        | 1:4 (0:2) | Países Bajos                                           | Westfalenstadion, Dortmund                                          |                                                                     |
|                            | Krol 78' (a.g.) | Reporte   | Neeskens 5' (pen.), 45' (pen.) · Rep 71' · de Jong 88' | Asistencia: 53.300 espectadores Árbitro(s): Tony Boskovic (Austria) | Asistencia: 53.300 espectadores Árbitro(s): Tony Boskovic (Austria) |

| 21 | PO | Stefan Staykov   |     |
| 4  | DF | Stefan Velichkov |     |
| 6  | DF | Dimitar Penev    |     |
| 18 | DF | Tsonyo Vasilev   |     |
| 19 | DF | Kiril Ivkov      |     |
| 5  | MC | Bozhil Kolev     |     |
| 8  | MC | Hristo Bonev     |     |
| 10 | MC | Ivan Stoyanov    | 45' |
| 7  | DE | Voyn Voynov      |     |
| 11 | DE | Georgi Denev     |     |
| 15 | DE | Pavel Panov      | 55' |
| DT | DT | Hristo Mladenov  |     |

| 8  | PO | Jan Jongbloed      |     |
| 12 | DF | Ruud Krol          |     |
| 17 | DF | Wim Rijsbergen     |     |
| 20 | DF | Wim Suurbier       |     |
| 2  | MC | Arie Haan          |     |
| 3  | MC | Willem van Hanegem | 46' |
| 6  | MC | Wim Jansen         |     |
| 13 | MC | Johan Neeskens     | 79' |
| 14 | DE | Johan Cruyff       |     |
| 15 | DE | Rob Rensenbrink    |     |
| 16 | DE | Johnny Rep         |     |
| DT | DT | Rinus Michels      |     |

| 9  | MC | Atanas Mihailov  | 45' |
| 20 | DE | Krasimir Borisov | 55' |

| 5 | MC | Rinus Israël | 46' |
| 7 | MC | Theo de Jong | 79' |

| Anotado | 78' | Ruud Krol |

| Anotado · Penal | 5'  | Johan Neeskens |
| Anotado · Penal | 44' | Johan Neeskens |
| Anotado         | 71' | Johnny Rep     |
| Anotado         | 88' | Theo de Jong   |

| Amonestado | 44' | Stefan Velichkov |
| Amonestado | 67' | Georgi Denev     |

| Amonestado | 5'  | Wim Jansen      |
| Amonestado | 22' | Wim van Hanegem |
| Amonestado | 29' | Johan Cruyff    |

| Árbitro             | Tony Boskovic     |
| Árbitros asistentes | Ferdinand Biwersi |
| Árbitros asistentes | Walter Eschweiler |

| 21 | PO | Stefan Staykov   |     |
| 4  | DF | Stefan Velichkov |     |
| 6  | DF | Dimitar Penev    |     |
| 18 | DF | Tsonyo Vasilev   |     |
| 19 | DF | Kiril Ivkov      |     |
| 5  | MC | Bozhil Kolev     |     |
| 8  | MC | Hristo Bonev     |     |
| 10 | MC | Ivan Stoyanov    | 45' |
| 7  | DE | Voyn Voynov      |     |
| 11 | DE | Georgi Denev     |     |
| 15 | DE | Pavel Panov      | 55' |
| DT | DT | Hristo Mladenov  |     |

| 8  | PO | Jan Jongbloed      |     |
| 12 | DF | Ruud Krol          |     |
| 17 | DF | Wim Rijsbergen     |     |
| 20 | DF | Wim Suurbier       |     |
| 2  | MC | Arie Haan          |     |
| 3  | MC | Willem van Hanegem | 46' |
| 6  | MC | Wim Jansen         |     |
| 13 | MC | Johan Neeskens     | 79' |
| 14 | DE | Johan Cruyff       |     |
| 15 | DE | Rob Rensenbrink    |     |
| 16 | DE | Johnny Rep         |     |
| DT | DT | Rinus Michels      |     |

| 9  | MC | Atanas Mihailov  | 45' |
| 20 | DE | Krasimir Borisov | 55' |

| 5 | MC | Rinus Israël | 46' |
| 7 | MC | Theo de Jong | 79' |

| Anotado | 78' | Ruud Krol |

| Anotado · Penal | 5'  | Johan Neeskens |
| Anotado · Penal | 44' | Johan Neeskens |
| Anotado         | 71' | Johnny Rep     |
| Anotado         | 88' | Theo de Jong   |

| Amonestado | 44' | Stefan Velichkov |
| Amonestado | 67' | Georgi Denev     |

| Amonestado | 5'  | Wim Jansen      |
| Amonestado | 22' | Wim van Hanegem |
| Amonestado | 29' | Johan Cruyff    |

| Árbitro             | Tony Boskovic     |
| Árbitros asistentes | Ferdinand Biwersi |
| Árbitros asistentes | Walter Eschweiler |

### Segunda fase

#### Grupo 1
| Equipo               | Pts | PJ | PG | PE | PP | GF | GC | Dif |
| -------------------- | --- | -- | -- | -- | -- | -- | -- | --- |
| Países Bajos         | 6   | 3  | 3  | 0  | 0  | 8  | 0  | 8   |
| Brasil               | 4   | 3  | 2  | 0  | 1  | 3  | 3  | 0   |
| Alemania Democrática | 1   | 3  | 0  | 1  | 2  | 1  | 4  | -3  |
| Argentina            | 1   | 3  | 0  | 1  | 2  | 2  | 7  | -5  |

| 26 de junio de 1974, 19:30 | Países Bajos                        | 4:0 (2:0) | Argentina | Parkstadion, Gelsenkirchen                                            |                                                                       |
|                            | Cruyff 10' 90' · Krol 25' · Rep 73' | Reporte   |           | Asistencia: 55.348 espectadores Árbitro(s): Robert Davidson (Escocia) | Asistencia: 55.348 espectadores Árbitro(s): Robert Davidson (Escocia) |

| 8  | PO | Jan Jongbloed      |     |
| 12 | DF | Ruud Krol          |     |
| 17 | DF | Wim Rijsbergen     |     |
| 20 | DF | Wim Suurbier       | 84' |
| 2  | MC | Arie Haan          |     |
| 3  | MC | Willem van Hanegem |     |
| 6  | MC | Wim Jansen         |     |
| 13 | MC | Johan Neeskens     |     |
| 14 | DE | Johan Cruyff       |     |
| 15 | DE | Rob Rensenbrink    |     |
| 16 | DE | Johnny Rep         |     |
| DT | DT | Rinus Michels      |     |

| 1  | PO | Daniel Carnevali |     |
| 10 | DF | Ramón Heredia    |     |
| 14 | DF | Roberto Perfumo  |     |
| 16 | DF | Francisco Sá     |     |
| 17 | DF | Carlos Squeo     |     |
| 20 | DF | Enrique Wolff    | 46' |
| 18 | MC | Roberto Telch    |     |
| 2  | DE | Rubén Ayala      |     |
| 4  | DE | Agustín Balbuena |     |
| 11 | DE | René Houseman    | 46' |
| 22 | DE | Héctor Yazalde   |     |
| DT | DT | Vladislao Cap    |     |

| 5 | DF | Rinus Israël | 84' |

| 9  | DF | Rubén Oscar Glaria   | 46' |
| 13 | DE | Mario Alberto Kempes | 46' |

| Anotado | 11' | Johan Cruyff |
| Anotado | 25' | Ruud Krol    |
| Anotado | 73' | Johnny Rep   |
| Anotado | 90' | Johan Cruyff |

| Amonestado | 22' | Johan Neeskens |
| Amonestado | 58' | Wim Suurbier   |

| Amonestado | 35' | Roberto Perfumo |

| Árbitro             | Bob Davidson     |
| Árbitros asistentes | Kurt Tschenscher |
| Árbitros asistentes | Pavel Kazakov    |

| 8  | PO | Jan Jongbloed      |     |
| 12 | DF | Ruud Krol          |     |
| 17 | DF | Wim Rijsbergen     |     |
| 20 | DF | Wim Suurbier       | 84' |
| 2  | MC | Arie Haan          |     |
| 3  | MC | Willem van Hanegem |     |
| 6  | MC | Wim Jansen         |     |
| 13 | MC | Johan Neeskens     |     |
| 14 | DE | Johan Cruyff       |     |
| 15 | DE | Rob Rensenbrink    |     |
| 16 | DE | Johnny Rep         |     |
| DT | DT | Rinus Michels      |     |

| 1  | PO | Daniel Carnevali |     |
| 10 | DF | Ramón Heredia    |     |
| 14 | DF | Roberto Perfumo  |     |
| 16 | DF | Francisco Sá     |     |
| 17 | DF | Carlos Squeo     |     |
| 20 | DF | Enrique Wolff    | 46' |
| 18 | MC | Roberto Telch    |     |
| 2  | DE | Rubén Ayala      |     |
| 4  | DE | Agustín Balbuena |     |
| 11 | DE | René Houseman    | 46' |
| 22 | DE | Héctor Yazalde   |     |
| DT | DT | Vladislao Cap    |     |

| 5 | DF | Rinus Israël | 84' |

| 9  | DF | Rubén Oscar Glaria   | 46' |
| 13 | DE | Mario Alberto Kempes | 46' |

| Anotado | 11' | Johan Cruyff |
| Anotado | 25' | Ruud Krol    |
| Anotado | 73' | Johnny Rep   |
| Anotado | 90' | Johan Cruyff |

| Amonestado | 22' | Johan Neeskens |
| Amonestado | 58' | Wim Suurbier   |

| Amonestado | 35' | Roberto Perfumo |

| Árbitro             | Bob Davidson     |
| Árbitros asistentes | Kurt Tschenscher |
| Árbitros asistentes | Pavel Kazakov    |

| 30 de junio de 1974, 16:00 | Alemania Democrática | 0:2 (0:1) | Países Bajos                  | Parkstadion, Gelsenkirchen                                         |                                                                    |
|                            |                      | Reporte   | Neeskens 7' · Rensenbrink 59' | Asistencia: 67.148 espectadores Árbitro(s): Ruedi Scheurer (Suiza) | Asistencia: 67.148 espectadores Árbitro(s): Ruedi Scheurer (Suiza) |

| 1  | PO | Jürgen Croy        |     |
| 2  | DF | Lothar Kurbjuweit  |     |
| 3  | DF | Bernd Bransch      |     |
| 4  | DF | Konrad Weise       |     |
| 18 | DF | Gerd Kische        |     |
| 6  | MC | Rüdiger Schnuphase |     |
| 7  | MC | Jürgen Pommerenke  |     |
| 13 | MC | Reinhard Lauck     | 64' |
| 14 | MC | Jürgen Sparwasser  |     |
| 8  | DE | Wolfram Löwe       | 54' |
| 20 | DE | Martin Hoffmann    |     |
| DT | DT | Georg Buschner     |     |

| 8  | PO | Jan Jongbloed      |
| 12 | DF | Ruud Krol          |
| 17 | DF | Wim Rijsbergen     |
| 20 | DF | Wim Suurbier       |
| 2  | MC | Arie Haan          |
| 3  | MC | Willem van Hanegem |
| 6  | MC | Wim Jansen         |
| 13 | MC | Johan Neeskens     |
| 14 | DE | Johan Cruyff       |
| 15 | DE | Rob Rensenbrink    |
| 16 | DE | Johnny Rep         |
| DT | DT | Rinus Michels      |

| 9  | DE | Peter Ducke          | 54' |
| 10 | MC | Hans-Jürgen Kreische | 64' |

| Anotado | 7'  | Johan Neeskens  |
| Anotado | 59' | Rob Rensenbrink |

| Árbitro             | Rudolf Scheurer |
| Árbitros asistentes | Erich Linemayr  |
| Árbitros asistentes | Omar Delgado    |

| 1  | PO | Jürgen Croy        |     |
| 2  | DF | Lothar Kurbjuweit  |     |
| 3  | DF | Bernd Bransch      |     |
| 4  | DF | Konrad Weise       |     |
| 18 | DF | Gerd Kische        |     |
| 6  | MC | Rüdiger Schnuphase |     |
| 7  | MC | Jürgen Pommerenke  |     |
| 13 | MC | Reinhard Lauck     | 64' |
| 14 | MC | Jürgen Sparwasser  |     |
| 8  | DE | Wolfram Löwe       | 54' |
| 20 | DE | Martin Hoffmann    |     |
| DT | DT | Georg Buschner     |     |

| 8  | PO | Jan Jongbloed      |
| 12 | DF | Ruud Krol          |
| 17 | DF | Wim Rijsbergen     |
| 20 | DF | Wim Suurbier       |
| 2  | MC | Arie Haan          |
| 3  | MC | Willem van Hanegem |
| 6  | MC | Wim Jansen         |
| 13 | MC | Johan Neeskens     |
| 14 | DE | Johan Cruyff       |
| 15 | DE | Rob Rensenbrink    |
| 16 | DE | Johnny Rep         |
| DT | DT | Rinus Michels      |

| 9  | DE | Peter Ducke          | 54' |
| 10 | MC | Hans-Jürgen Kreische | 64' |

| Anotado | 7'  | Johan Neeskens  |
| Anotado | 59' | Rob Rensenbrink |

| Árbitro             | Rudolf Scheurer |
| Árbitros asistentes | Erich Linemayr  |
| Árbitros asistentes | Omar Delgado    |

| 3 de julio de 1974, 19:30 | Países Bajos              | 2:0 (0:0) | Brasil | Westfalenstadion, Dortmund                                              |                                                                         |
|                           | Neeskens 50' · Cruyff 65' | Reporte   |        | Asistencia: 52.500 espectadores Árbitro(s): Kurt Tschenscher (Alemania) | Asistencia: 52.500 espectadores Árbitro(s): Kurt Tschenscher (Alemania) |

| 8  | PO | Jan Jongbloed      |     |
| 12 | DF | Ruud Krol          |     |
| 17 | DF | Wim Rijsbergen     |     |
| 20 | DF | Wim Suurbier       |     |
| 2  | MC | Arie Haan          |     |
| 3  | MC | Willem van Hanegem |     |
| 6  | MC | Wim Jansen         |     |
| 13 | MC | Johan Neeskens     | 85' |
| 14 | DE | Johan Cruyff       |     |
| 15 | DE | Rob Rensenbrink    | 67' |
| 16 | DE | Johnny Rep         |     |
| DT | DT | Rinus Michels      |     |

| 1  | PO | Emerson Leão           |     |
| 2  | DF | Luís Pereira           |     |
| 3  | DF | Marinho Peres          |     |
| 4  | DF | Zé Maria               |     |
| 6  | DF | Marinho Chagas         |     |
| 10 | MC | Roberto Rivelino       |     |
| 11 | MC | Caju                   | 61' |
| 17 | MC | Paulo César Carpegiani |     |
| 21 | MC | Dirceu                 |     |
| 7  | DE | Jairzinho              |     |
| 13 | DE | Valdomiro Vaz Franco   |     |
| DT | DT | Mário Zagallo          |     |

| 7 | DE | Theo de Jong | 67' |
| 5 | MC | Rinus Israël | 85' |

| 19 | MC | Mirandinha | 61' |

| Anotado | 50' | Johan Neeskens |
| Anotado | 65' | Johan Cruyff   |

| Amonestado | 29' | Wim Suurbier |
| Amonestado | 69' | Johnny Rep   |

| Amonestado | 29' | Luís Pereira  |
| Amonestado | 37' | Zé Maria      |
| Amonestado | 44' | Marinho Peres |

| Expulsado | 84' | Luís Pereira |

| Árbitro             | Kurt Tschenscher    |
| Árbitros asistentes | Bobby Davidson      |
| Árbitros asistentes | Govindasamy Suppiah |

| 8  | PO | Jan Jongbloed      |     |
| 12 | DF | Ruud Krol          |     |
| 17 | DF | Wim Rijsbergen     |     |
| 20 | DF | Wim Suurbier       |     |
| 2  | MC | Arie Haan          |     |
| 3  | MC | Willem van Hanegem |     |
| 6  | MC | Wim Jansen         |     |
| 13 | MC | Johan Neeskens     | 85' |
| 14 | DE | Johan Cruyff       |     |
| 15 | DE | Rob Rensenbrink    | 67' |
| 16 | DE | Johnny Rep         |     |
| DT | DT | Rinus Michels      |     |

| 1  | PO | Emerson Leão           |     |
| 2  | DF | Luís Pereira           |     |
| 3  | DF | Marinho Peres          |     |
| 4  | DF | Zé Maria               |     |
| 6  | DF | Marinho Chagas         |     |
| 10 | MC | Roberto Rivelino       |     |
| 11 | MC | Caju                   | 61' |
| 17 | MC | Paulo César Carpegiani |     |
| 21 | MC | Dirceu                 |     |
| 7  | DE | Jairzinho              |     |
| 13 | DE | Valdomiro Vaz Franco   |     |
| DT | DT | Mário Zagallo          |     |

| 7 | DE | Theo de Jong | 67' |
| 5 | MC | Rinus Israël | 85' |

| 19 | MC | Mirandinha | 61' |

| Anotado | 50' | Johan Neeskens |
| Anotado | 65' | Johan Cruyff   |

| Amonestado | 29' | Wim Suurbier |
| Amonestado | 69' | Johnny Rep   |

| Amonestado | 29' | Luís Pereira  |
| Amonestado | 37' | Zé Maria      |
| Amonestado | 44' | Marinho Peres |

| Expulsado | 84' | Luís Pereira |

| Árbitro             | Kurt Tschenscher    |
| Árbitros asistentes | Bobby Davidson      |
| Árbitros asistentes | Govindasamy Suppiah |

### Final
| 7 de julio de 1974, 16:00                                                                               | Países Bajos       | 1:2 (1:2) | Alemania Federal                 | Estadio Olímpico de Múnich, Múnich                                   |                                                                      |
| | Neeskens 2' (pen.) | Reporte   | Breitner 25' (pen.) · Müller 43' | Asistencia: 75.200 espectadores Árbitro(s): Jack Taylor (Inglaterra) | Asistencia: 75.200 espectadores Árbitro(s): Jack Taylor (Inglaterra) |
| El gol de Neeskens fue el primero en ser por tiro penal y el más rápido en una final de Copa del Mundo. |                    |           |                                  |                                                                      |                                                                      |

| 8          | POR        | Jan Jongbloed      |     |
| 20         | DEF        | Wim Suurbier       |     |
| 17         | DEF        | Wim Rijsbergen     | 68' |
| 2          | DEF        | Adrianus Haan      |     |
| 12         | DEF        | Ruud Krol          |     |
| 6          | MED        | Wim Jansen         |     |
| 13         | MED        | Johan Neeskens     |     |
| 3          | MED        | Willem van Hanegem |     |
| 16         | DEL        | Johnny Rep         |     |
| 15         | DEL        | Rob Rensenbrink    | 46' |
| 14         | DEL        | Johan Cruyff       |     |
| Entrenador | Entrenador | Rinus Michels      |     |

| 1          | POR        | Sepp Maier          |  |
| 2          | DEF        | Berti Vogts         |  |
| 5          | DEF        | Franz Beckenbauer   |  |
| 4          | DEF        | Georg Schwarzenbeck |  |
| 3          | DEF        | Paul Breitner       |  |
| 16         | MED        | Rainer Bonhof       |  |
| 12         | MED        | Wolfgang Overath    |  |
| 14         | MED        | Uli Hoeneß          |  |
| 9          | DEL        | Juergen Grabowski   |  |
| 17         | DEL        | Bernd Hoelzenbein   |  |
| 13         | DEL        | Gerd Müller         |  |
| Entrenador | Entrenador | Helmut Schön        |  |

| 10 | DEL | René van de Kerkhof | 46' |
| 7  | DEF | Theo de Jong        | 68' |

| Anotado · Penal | 2' | Johan Neeskens | 1–0 |

| Anotado · Penal | 25' | Paul Breitner | 1–1 |
| Anotado         | 43' | Gerd Müller   | 2–1 |

| Amonestado | 22' | Willem Van Hanegem |
| Amonestado | 39' | Johan Neeskens     |
| Amonestado | 45' | Johan Cruyff       |

| Amonestado | 3' | Berti Vogts |

| Árbitro             | Jack Taylor                |
| Árbitros asistentes | Ramón Barreto              |
| Árbitros asistentes | Alfonso González Archundia |

| 8          | POR        | Jan Jongbloed      |     |
| 20         | DEF        | Wim Suurbier       |     |
| 17         | DEF        | Wim Rijsbergen     | 68' |
| 2          | DEF        | Adrianus Haan      |     |
| 12         | DEF        | Ruud Krol          |     |
| 6          | MED        | Wim Jansen         |     |
| 13         | MED        | Johan Neeskens     |     |
| 3          | MED        | Willem van Hanegem |     |
| 16         | DEL        | Johnny Rep         |     |
| 15         | DEL        | Rob Rensenbrink    | 46' |
| 14         | DEL        | Johan Cruyff       |     |
| Entrenador | Entrenador | Rinus Michels      |     |

| 1          | POR        | Sepp Maier          |  |
| 2          | DEF        | Berti Vogts         |  |
| 5          | DEF        | Franz Beckenbauer   |  |
| 4          | DEF        | Georg Schwarzenbeck |  |
| 3          | DEF        | Paul Breitner       |  |
| 16         | MED        | Rainer Bonhof       |  |
| 12         | MED        | Wolfgang Overath    |  |
| 14         | MED        | Uli Hoeneß          |  |
| 9          | DEL        | Juergen Grabowski   |  |
| 17         | DEL        | Bernd Hoelzenbein   |  |
| 13         | DEL        | Gerd Müller         |  |
| Entrenador | Entrenador | Helmut Schön        |  |

| 10 | DEL | René van de Kerkhof | 46' |
| 7  | DEF | Theo de Jong        | 68' |

| Anotado · Penal | 2' | Johan Neeskens | 1–0 |

| Anotado · Penal | 25' | Paul Breitner | 1–1 |
| Anotado         | 43' | Gerd Müller   | 2–1 |

| Amonestado | 22' | Willem Van Hanegem |
| Amonestado | 39' | Johan Neeskens     |
| Amonestado | 45' | Johan Cruyff       |

| Amonestado | 3' | Berti Vogts |

| Árbitro             | Jack Taylor                |
| Árbitros asistentes | Ramón Barreto              |
| Árbitros asistentes | Alfonso González Archundia |

## Galería

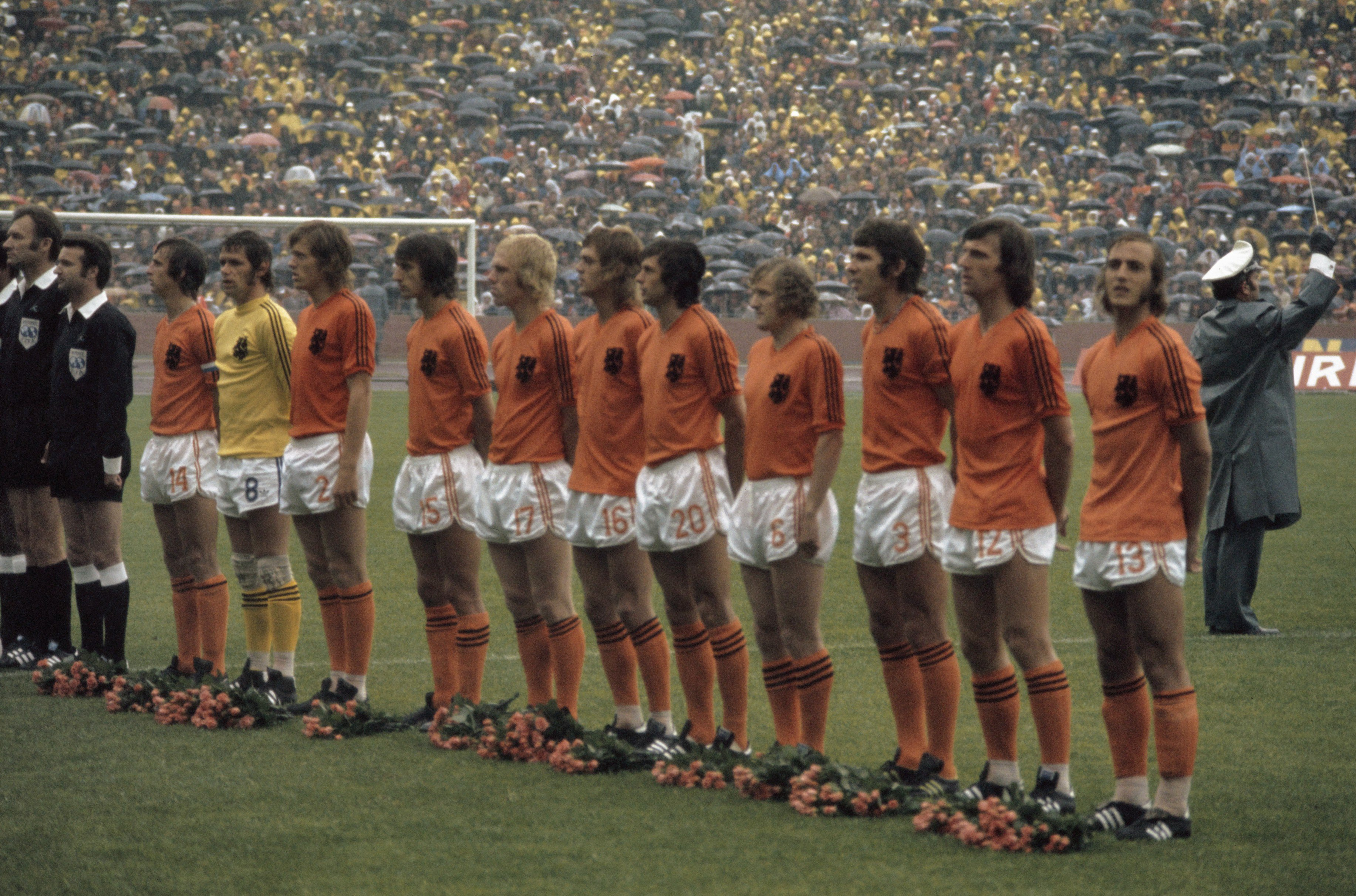
Países Bajos antes de su partido ante Alemania Democrática por la segunda ronda.
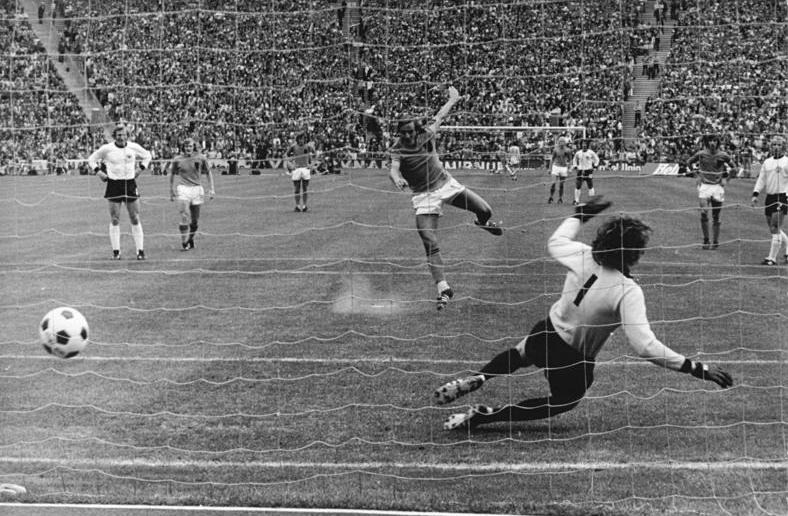
Johan Neeskens lanza el tiro penal con el que Países Bajos se adelanta en la final.
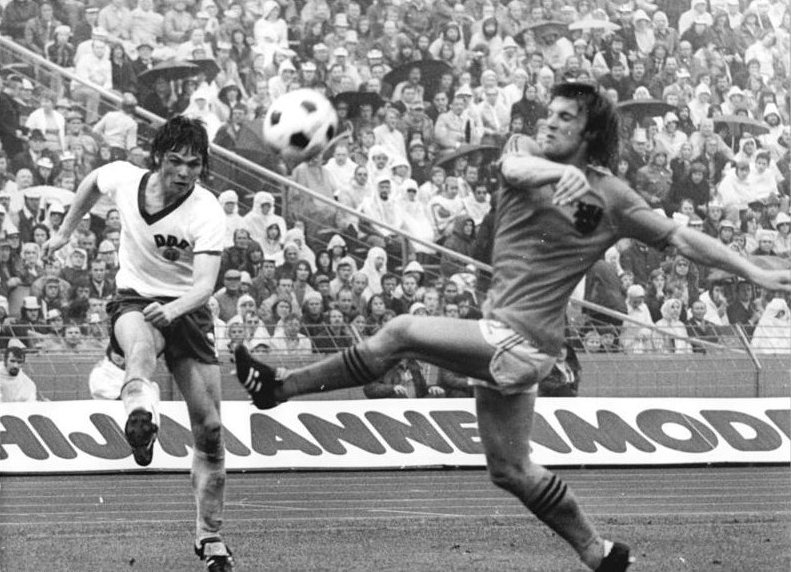
Partido ante Alemania Oriental. En la imagen el alemán oriental Jürgen Pommerenke, con camiseta blanca, y Ruud Krol.